# Impakt

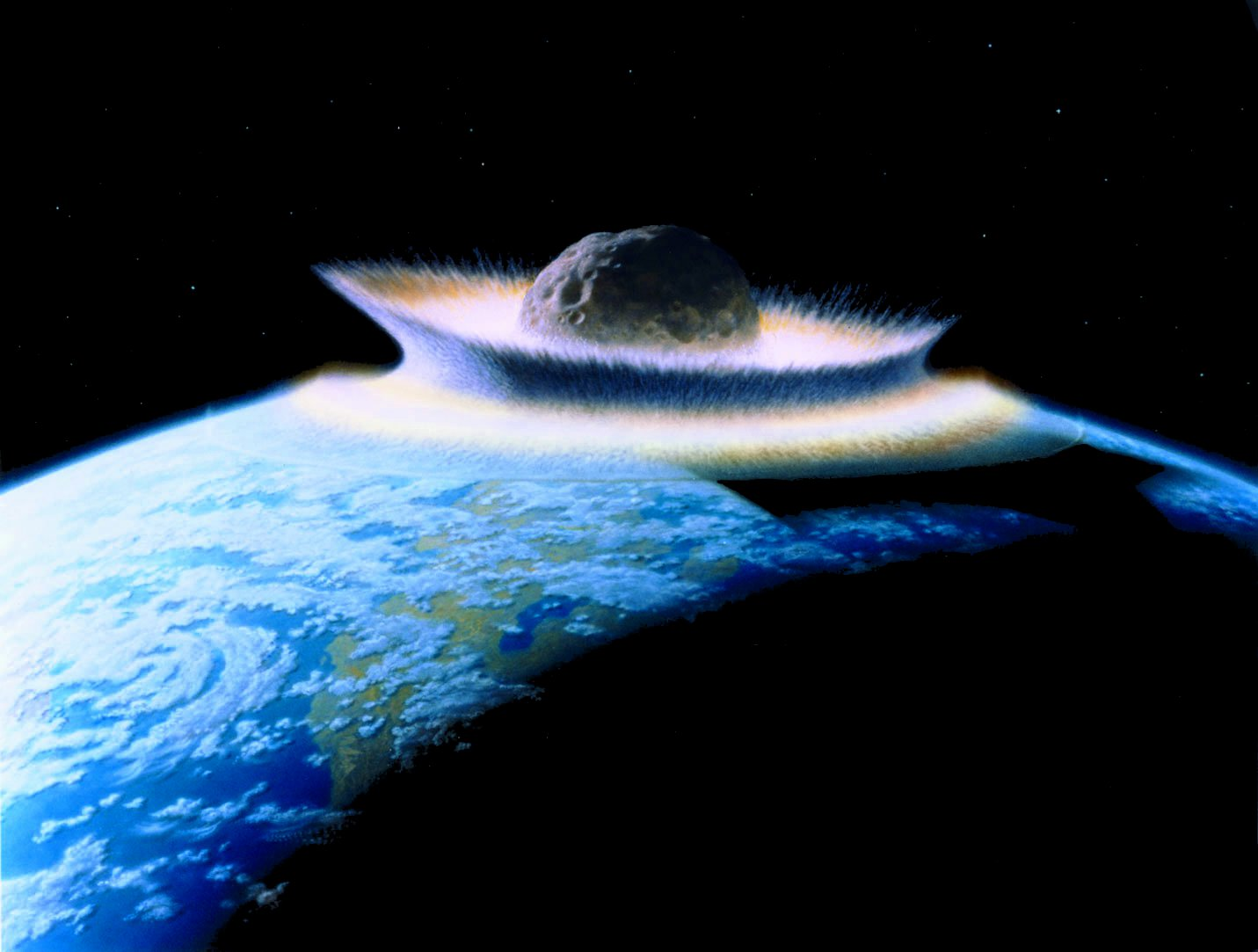
Künstlerische Darstellung des Einschlags eines 1000 km großen Asteroiden auf der Erde im Präkambrium. Zum dargestellten Auswurf käme es allerdings erst, wenn der Körper tiefer eingedrungen ist.

Ein Impakt (Einschlag, Aufprall, von lat. impactus = eingeschlagen) oder Einschlag bezeichnet die Kollision zweier Himmelskörper mit sehr hoher Geschwindigkeit. Zahlreiche Einschläge von Kleinkörpern (Meteoroide, Asteroiden und Kometen) sind auf der Erde, dem Mond und anderen Himmelskörpern belegt. Auf dem Festland bildet sich ein Einschlagkrater (Impaktkrater). Die Gesteinsreste des eingeschlagenen Kleinkörpers sind die Meteorite.

## Impaktwirkungen in der Erdgeschichte
Die zirka 4,6 Milliarden Jahre alte Erdgeschichte ist wesentlich durch Einwirkung von Meteoriteneinschlägen geprägt. Die Entstehung der Erde und ihrer heutigen Gestalt ist ohne die anfänglichen Kollisionen mit Asteroiden jeder Größe nicht denkbar, denn diese Ereignisse sorgten nicht nur möglicherweise für die Herkunft des irdischen Wassers in Form der Ozeane, sondern könnten bis vor etwa 3,9 Milliarden Jahren – durch das hypothetische „Late Heavy Bombardement“ – auch die Bildung einer stabilen Erdkruste verhindert haben.
Ein Großteil der Materie des Sonnensystems wurde bereits in dieser Frühzeit durch die Gravitation der Erde und der anderen Planeten eingefangen. Jährlich fallen jedoch noch etwa 20.000 Meteorite zur Erde, meist ohne in der Landschaft deutliche Spuren zu hinterlassen. Die von den größten Impaktoren ausgelösten Naturkatastrophen der Vergangenheit lassen sich oft nur noch indirekt, zum Beispiel durch ein von ihnen ausgelöstes Massenaussterben oder einen globalen Klimawandel nachweisen, da auf der Erde – anders als beispielsweise auf dem Mond – die Erosionswirkung von Wind und Wasser die eigentlichen Impaktkrater innerhalb geologisch kurzer Zeiträume wieder abträgt.
Eine weitere Nachweismethode besteht in der geochemischen und mineralogischen Untersuchung entsprechender Gesteinsschichten und des darin eingebundenen Meteorstaubs. Große Einschläge hinterlassen unter geeigneten Bedingungen typische Ablagerungen, die neben Seltenen Erden außerirdischen Ursprungs mit charakteristischen Isotopensignaturen (Iridium, Platin, Osmium) auch geschockte Quarzminerale oder Impaktgläser (Tektite) enthalten können. Da sich diese Minerale aufgrund der großen Energiemengen, die ein Impakt freisetzt, weiträumig über Landflächen und Ozeanböden verteilten, sind diese Spuren oftmals der einzige Hinweis auf einen stattgefundenen Einschlag, während der eigentliche Krater bereits abgetragen oder von Sedimenten bedeckt wurde.

## Einschlagsspuren auf der Erde
Alle kleinen Körper, die auf dem Mond, dem Mars oder anderen (nahezu) atmosphärelosen Himmelskörpern sichtbare Spuren in Form von Kratern hinterlassen würden, verglühen wegen der Reibung mit den Teilchen der Erdatmosphäre in dieser, bevor sie die Erdoberfläche erreichen können. Größere Körper hingegen können auf die Oberfläche aufschlagen, doch würden sie mit 71 % Wahrscheinlichkeit in einen der Ozeane stürzen, die den Großteil der Erde bedecken. Da Meeresböden durch den plattentektonischen Prozess der Subduktion ständig in die Tiefen des Erdmantels „abtauchen“, andererseits an den Spreizungszonen permanent neu gebildet werden, beträgt das Durchschnittsalter der ozeanischen Kruste etwa 80 Millionen Jahre. Somit sind Einschlagskrater in den Meeren im Regelfall nur aus jüngerer erdgeschichtlicher Zeit nachweisbar.
Die Spuren der auf Festland treffenden Himmelskörper werden über kurz oder lang ebenfalls getilgt:
Krater größerer Meteoriten werden im Verlauf von wenigen Jahrzehnten bis Jahrhunderten durch Pflanzenbewuchs unkenntlich gemacht und durch atmosphärisch bedingte Verwitterung in Jahrtausenden (geologisch eine kurze Zeit) bis zur Unkenntlichkeit verformt. Im Verlauf von mehreren hundert Jahrmillionen bis Milliarden Jahren bewirken tektonische Prozesse eine Erneuerung nahezu der gesamten Erdoberfläche. Auch terrassenartige Absenkungen, wie sie in manchen Einbruchsbecken auftreten, können Impaktspuren verwischen. Allerdings konnte in den letzten Jahrzehnten eine Reihe weitgehend erodierter Impaktstrukturen mit Hilfe von Satelliten als solche identifiziert werden.
Nur die Einschlagkrater der größten und damit folgenschwersten Einschläge der letzten Jahrmillionen sind heute noch im Landschaftsbild sichtbar. Als Faustregel für das Verhältnis des Durchmessers des Einschlagkörpers zum Durchmesser des resultierenden Kraters gilt 1:20 für Steinmeteoriten und 1:40 für Eisenmeteoriten (für große bekannte Einschlagkrater siehe den Artikel über Einschlagkrater).

Wird durch einen großen Einschlag beim Impakt ausgeworfenes Material weiträumig verteilt, so kann dieses Material in der geologischen Schichtfolge der betreffenden Gebiete über sehr lange Zeiträume nachgewiesen werden. Ein bekanntes Beispiel ist der Nachweis des durch den Chicxulub-Impakt ausgeworfenen und global verteilten Materials anhand von dessen Iridium-Gehalt. Eine solche Schicht wird als Impakt-Lage bezeichnet, im Hinblick auf den Chicxulub-Einschlag, der sich vor 66 Millionen Jahren an der geologischen „Nahtstelle“ von Mesozoikum und Känozoikum beziehungsweise von Kreide und Paläogen ereignete, auch als Grenzton.

## Gefahren durch Einschläge

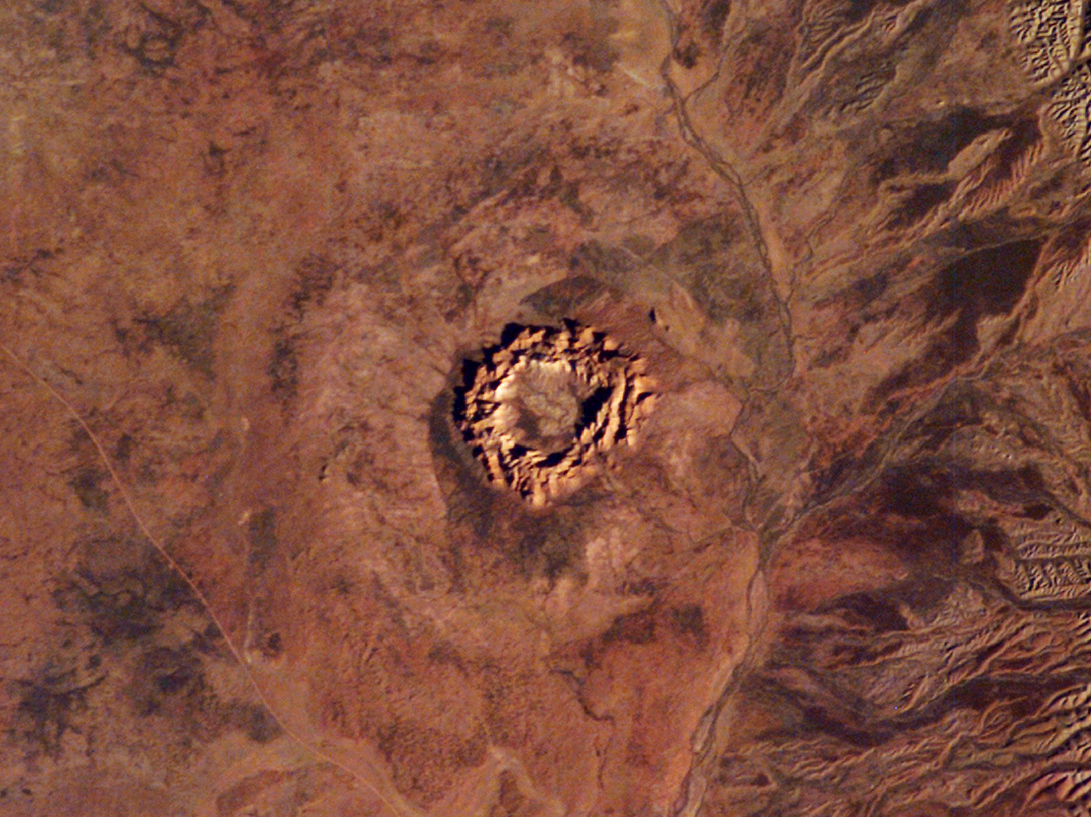
Krater „Gosses Bluff“ in Australien. Satellitenaufnahme

Global gefährlich sind Objekte mit einem Durchmesser von mehr als 500 m. Wissenschaftler in New Mexico (USA) zählten mehr als 1.100 Asteroiden mit einem Durchmesser von mehr als 1 km, die sich auf einer Umlaufbahn befinden, die sie der Erde gefährlich nahe bringen könnten. Einschläge von Objekten dieser Größe würden verheerende Auswirkungen haben: Vermutlich wären Milliarden von Menschen von den Primär- und Sekundärfolgen einer derartigen Katastrophe betroffen, wie Druck- und Hitzewellen, einer sich anschließenden rapiden Abkühlung infolge einer starken Trübung der Atmosphäre durch Aerosole („Impaktwinter“, vergleichbar einem nuklearen Winter), verbunden mit saurem Regen und gravierenden Ernteausfällen. Ein Asteroideneinschlag in den Ozean hätte ebenfalls weitreichende Folgen, vor allem durch die Entstehung eines Megatsunamis mit einer Wellenhöhe von über 100 m am Entstehungsort, der ganze Küstenlandschaften und deren Hinterland weiträumig überschwemmen würde. Ein Impakt könnte auch Einfluss auf Ionosphäre und Magnetosphäre des Planeten haben.
Rein statistisch gesehen muss man mit einem derartigen Einschlag alle 500.000 bis 10 Millionen Jahre rechnen. Ereignisse wie der Impakt an der Kreide-Paläogen-Grenze sollen etwa alle 100 Millionen Jahre stattfinden. Der Impaktor des Chicxulub-Kraters (ein Asteroid oder Komet) wird im Durchmesser auf etwa 10 bis 15 km geschätzt. Vergleichsweise kleinere Einschläge ereignen sich häufiger. So verwüstete der Einschlag im Nördlinger Ries (mit einem Impaktor-Durchmesser von etwa 1,5 km), eventuell begleitet von einem zweiten Einschlag im Steinheimer Becken, vor etwa 14,6 Millionen Jahren weite Teile Europas. Mitunter kam es in der Erdgeschichte zu einer Häufung von großen Impaktereignissen innerhalb weniger Jahrmillionen, wie im Oberdevon mit dem australischen Woodleigh-Krater, dem Alamo-Einschlag im heutigen Nevada und der schwedischen Siljan-Impaktstruktur.
Aber auch kleinere Meteoriten können lokal oder regional immensen Schaden anrichten. So sollen nach historischen Berichten im Jahr 1490 in China bei einem Meteoriteneinschlag mehr als 10.000 Menschen getötet worden sein. Auch das Tunguska-Ereignis, das 1908 eine Fläche von etwa 2.000 km² in Sibirien verwüstete, wird häufig einem Meteoriten zugeschrieben, der in der Atmosphäre explodierte. Ferner wird auf der Grundlage einer kontrovers diskutierten Hypothese vermutet, dass die prähistorische nordamerikanische Clovis-Kultur infolge der Detonation eines Himmelskörpers unmittelbar vor dem Kälterückfall der Jüngeren Dryaszeit (vor etwa 12.800 Jahren) vernichtet wurde.

## Mögliche Abwehrmethoden
Mit der heutigen Technologie können gefährliche Objekte bereits 25 Jahre vor dem Einschlag erkannt werden. Je weiter das Objekt entfernt ist, desto eher genügt eine kleine Bahnänderung zur Beseitigung der Gefahr.

### Langsame Ablenkung via Reflektoren
Die US-Raumfahrtbehörde NASA ließ im Sommer 2007 verlauten, dass man mit einer speziellen Raumsonde Asteroiden aus ihrer Bahn lenken könnte. Diese Sonde würde ein großes Sonnensegel mit sich führen, das Sonnenstrahlung auf einen kleinen Bereich des Asteroiden konzentrieren würde. Durch die dadurch erzeugte Wärme würde Materie des Asteroiden verdampfen und einen Rückstoß bewirken, der den Asteroiden von seiner Bahn ablenken würde. Die NASA schätzt, dass diese Methode für Asteroiden bis 500 m Durchmesser geeignet ist.

### Langsame Ablenkung via Schwerkraft
Die genaueste Methode zur Ablenkung eines Asteroiden ist der Einsatz der Schwerkraft. Es reicht, einen 20 Tonnen schweren Satelliten ein Jahr lang in 150 m Abstand zum Mittelpunkt eines Asteroiden über diesem schweben zu lassen, um den Asteroiden ausreichend abzulenken und dadurch die Erde vor einem 20 Jahre später drohenden Einschlag zu schützen. Ohne Raketenantrieb würde der Satellit, der über dem Asteroiden schwebt, binnen kurzem auf diesem abstürzen. Es ist daher ein geringer kontinuierlicher Antrieb nötig, um den Satelliten in der Schwebe zu halten. Da der Satellit den Asteroiden genauso stark anzieht, wie der Asteroid den Satelliten, zieht der Satellit den Asteroid entsprechend (extrem langsam, aber zur Ablenkung binnen Jahrzehnten ausreichend) hinter sich her. Solche Antriebe sind als Ionenantrieb kommerziell verfügbar, sie lassen sich über Solarpanele oder Kernreaktoren mit elektrischer Energie speisen.
Aufgrund der exakten Kontrollierbarkeit des Satellitenantriebs und der präzise bekannten Wirkung der Schwerkraft ist dieses Ablenkverfahren das genaueste.

### Impulsartige Ablenkung via Impaktoren
Die ESA arbeitet an einem Abwehrprojekt namens „Don Quijote“. Die zwei Sonden „Sancho“ und „Hidalgo“ könnten zum Asteroiden fliegen, wo ihn „Hidalgo“ als vier Tonnen schwerer Impaktor rammen würde, während „Sancho“ im Orbit des Asteroiden Daten über seine Geschwindigkeit, Zusammensetzung und Erfolg von „Hidalgo“ sammelt. Auch wenn vier Tonnen im Vergleich zu einem Asteroiden wenig erscheinen, können bereits wenige Bogensekunden ausreichen, um den Asteroiden von seinem Kollisionskurs abzubringen. Nach Angaben der ESA ist diese Methode für Objekte bis 1 km Durchmesser wirkungsvoll und die Mission würde gestartet werden, falls die Einschlagswahrscheinlichkeit eines Asteroiden wie Apophis über 1 % steigt.
Zur Abwehr von Apophis erwägen Wissenschaftler der Tsinghua-Universität, eine solargetriebene Sonde auf Kollisionskurs zu steuern.
Im Januar 2012 wurde das internationale Forschungsprojekt „NEOShield“ gegründet, welches sich ebenfalls mit Möglichkeiten zur planetaren Verteidigung auseinandersetzt. Am 22. Mai 2013 wurde das Europäische Warnsystem für gefährliche Asteroiden eröffnet.
2022 wurde diese Strategie erstmals unter Realbedingungen mit großem Erfolg getestet, nämlich dem Double Asteroid Redirection Test von NASA und ESA. Dabei wurde die Umlaufbahn des Asteroiden Dimorphos durch Beschuss mit einer Sonde signifikant verändert. Dies weist auf einen denkbaren Erfolg einer solchen Abwehrstrategie hin.

### Sprengung des Asteroiden
In Filmen wie Deep Impact und Armageddon landen Raumschiffe auf der Oberfläche der Impaktkörper, um sie mithilfe von Nuklearwaffen zu sprengen. Bei Objekten mit mehreren hundert Kilometern Durchmesser, wie in letztgenanntem Film gezeigt, wäre eine Atombombe bei Weitem nicht stark genug, um überhaupt eine Wirkung zu erzielen. Zudem gelten alle Asteroiden dieser Größenordnung als vollständig bekannt und besitzen alle stabile Umlaufbahnen, auch insofern ist das in Armageddon dargestellte Szenario also unrealistisch. Die Wirkung eines realistischen Einsatzes auf ein erdbahnkreuzendes Objekt mit Durchmessern von weniger als einigen Kilometern wurde bislang nicht genauer untersucht.

### Ablenkung per Nuklearexplosion
Um die Erde zu schützen, müsste der Körper nicht nur vollständig gesprengt werden, sondern der Großteil der Masse des ursprünglichen Körpers ausreichend stark beschleunigt werden, dass er die Erde verfehlt. Dann ist es aber einfacher, auf die Sprengung zu verzichten und den Asteroiden als Ganzes mit einer Sprengung so abzulenken, dass er die Erde verfehlt. Hierfür wird die Explosion einer Nuklearwaffe in relativ geringer Entfernung zum Asteroiden als praktikabel erachtet. Die bei der Explosion freigesetzte Strahlung würde schlagartig Materie von der Oberfläche des Körpers verdampfen, aus der sich dann ein Feuerball bildet. Der sich im heißen Gas aufbauende Druck würde den Asteroiden dann in Richtung der von der Explosion abgewandten Seite beschleunigen.
Aufgrund zahlreicher Unsicherheiten, etwa der genauen von der Kernwaffe freigesetzten Energiemenge, dem materialabhängigen Absorptionsverhalten der Asteroidenoberfläche und der genauen Dynamik des erzeugten Feuerballs ist die Ablenkung via Kernwaffenexplosion von allen genannten Methoden die ungenaueste. Sie ist aber auch die stärkste und könnte die einzig nutzbare Methode sein, wenn ein Asteroid auf Einschlagskurs zu spät entdeckt wird, um noch die anderen Methoden zu nutzen.